# Irish red ale

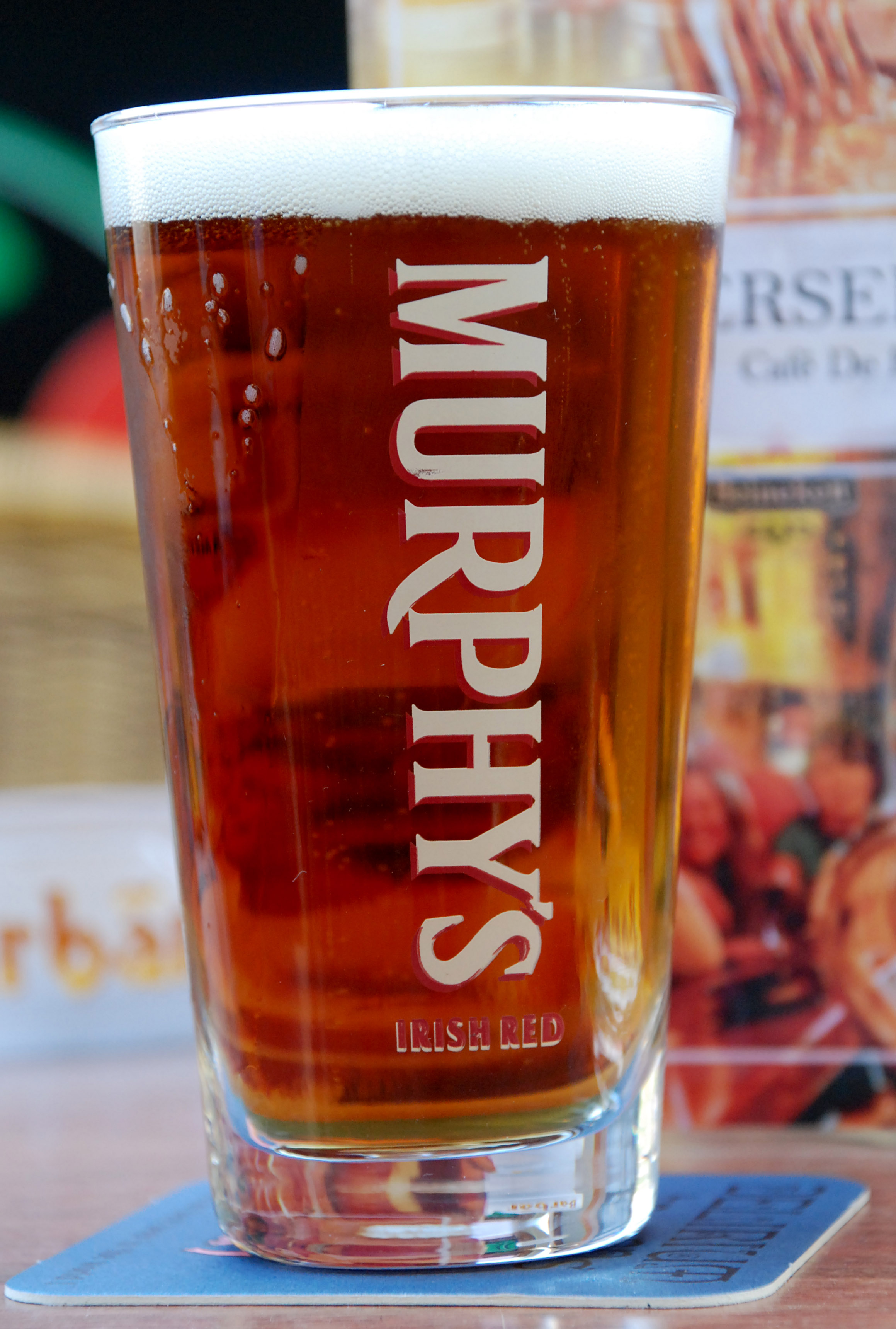
Bicchiere di una Irish red ale del marchio Murphy's.

L’Irish red ale è uno stile di birra rossa irlandese.

## Descrizione
Le birre di tipo ale prodotte in Irlanda sono principalmente rosse, caratterizzate da un colore rosso chiaro e una gradazione alcolica compresa tra il 3,8% e il 4,4% (sebbene le birre destinate all'esportazione abbiano talvolta una percentuale di alcol anche maggiore). La Irish red ale è, insieme allo Stout, una delle due specialità irlandesi in tema di birra.

## Mercato
Il marchio più diffuso è quello di Smithwick's che appartiene al gruppo britannico Diageo, il quale produce anche i marchi Macardle, Franciscan Well's Rebel Red, O'Hara's Irish Red e Maguire Rusty. È sotto il marchio Kilkenny che l'azienda dublinese esporta la maggior parte della sua red ale.
Il secondo maggior protagonista nel mercato irlandese della birra, il gruppo Heineken, non ha più prodotto delle Irish red ale nel paese dopo che ha smesso di produrre i suoi marchi originari, Murphy's Irish Red e Beamish Red. Tuttavia tali birre esse sono ancora diffuse nell'isola.
Nel 2010 è stata prodotta per la prima volta la Copper Coast Red Ale da parte della Dungarvan Brewing Company e nel 2011 ha debuttato la McGrath's Irish Red, lanciata sul mercato dalla Clanconnel Brewery.

## Irish red alenel mondo
Tra le Irish red ale si ricordano:
- Smithwick's (Irlanda);
- Kilkenny Irish Red (Irlanda);
- Murpy's Irish Red (Irlanda);
- McFarland Red Beer (Irlanda);
- Macardles Traditional Ale;
- Beamish Red (Irlanda);
- Molings Traditional Red Ale (Irlanda);
- Caffrey's Irish Ale (Gran Bretagna, Irlanda del Nord;
- Gorge Killans (Francia)
- Alpine McIlhenney's Irish Red (Stati Uniti,California);
- Enchanted Rock Red Ale (Stati Uniti, Texas);
- Irish Red (Arizona);
- Old Style Irish Red (Stati Uniti);
- McNally's Extra Ale (Canada, Alberta).